# Jajskij rajon
Lo Jajskij rajon (in russo Яйский район?) è un rajon dell'Oblast' di Kemerovo, nella Russia europea; il capoluogo è Jaja. Istituito nel 1963, ricopre una superficie di 2.760 chilometri quadrati e consta di una popolazione di circa 22.000 abitanti.

## Centri abitati
- Circondario rurale di Jaja
  - Jaja
  - Naša Rodina
- Circondario rurale di Bezlesnyj
  - Bezlesnyj
  - Majskij
  - Novostrojka
  - Podsobnyj
  - Ščerbinovka
- Circondario rurale di Beket
  - Beket
  - Jaja-Borik
  - Ticheevka
  - Verch-Velikosel'skoe
- Circondario rurale di Voznesenka
  - Emel'janovka
  - Michajlovka
  - Nazarovka
  - Novonikol'skoe
  - Sobolinka
  - Voznesenka
- Circondario rurale di Dačno-Troick
  - Čindatskij
  - Sudženka
  - Turat
- Circondario rurale di Kajla
  - Dankovka
  - Kajla
  - Malinovka
  - Voskresenka
- Circondario rurale di Kitat
  - Donskoj
  - Majskij
  - Mal'cevo
  - Novonikolaevka
  - Ponomarevka
- Circondario rurale di Mar'evka
  - Ar'ševo
  - Mar'evka
  - Sergeevka
- Circondario rurale di Sudženka
  - Antonovka
  - Mal'cevo
  - Ol'govka
  - Sudženka
- Circondario rurale di Ulanovka
  - Dimitrovo
  - Išim
  - Medvedčikovo
  - Ulanovka